# Delhi Durbar

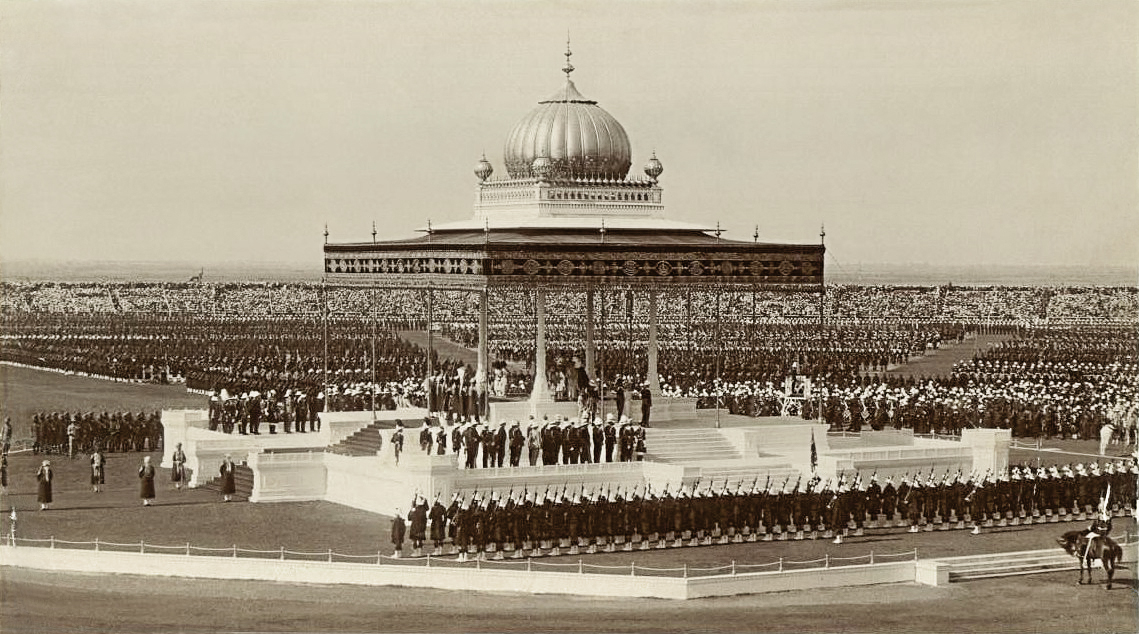
Delhi Durbar 1911, mit König Georg V. und Königin Mary auf dem Podest unter dem Baldachin.

Der Delhi Durbar (Hindi दिल्ली दरबार, Urdu دہلی دربار, „Hoftag zu Delhi“), gelegentlich auch Imperial Durbar, war eine Versammlung, die jeweils anlässlich der Krönung des britischen Monarchen zum Kaiser von Indien abgehalten wurde. Sie knüpfte an die alte indische Tradition der Hoftage des Mogulreiches an, den Durbar. Ein Delhi Durbar fand insgesamt drei Mal, in den Jahren 1877, 1903 und 1911, statt. Der einzige Durbar, bei dem der britische Monarch persönlich anwesend war, war der im Jahr 1911, als Georg V. zum Kaiser von Indien ausgerufen wurde.

## Historischer Kontext und Begrifflichkeit

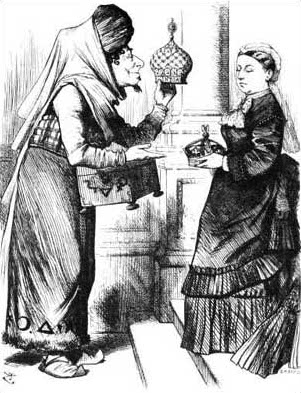
New crowns for old ones! („Neue Kronen für alte!“): Premierminister Disraeli (in der Tracht eines orientalischen Bauchladen-Händlers) trägt Victoria anstelle ihrer britischen Krone die indische Kaiserkrone an (satirische Karikatur des Punch 1876).

Nach der Gründung der Britischen Ostindien-Kompanie im Jahr 1600 hatten die britischen Kolonialherren nach und nach große Teile des indischen Subkontinents unter ihre Kontrolle gebracht. Das muslimische Mogulreich, das auf dem Höhepunkt seiner Ausdehnung im 16. und 17. Jahrhundert große Teile Nordindiens umfasste, verlor stark an Bedeutung. Nach der Niederschlagung des indischen Aufstands von 1857, an dem sich der letzte Großmogul Bahadur Shah II. beteiligt hatte, wurde die Ostindien-Kompanie durch den Government of India Act 1858 aufgelöst und ihre Besitzungen in eine britische Kronkolonie umgewandelt. Die Reste des Mogulreichs wurden Britisch-Indien eingegliedert.
Nach dem Deutsch-Französischen Krieg 1870/71 wurde das Deutsche Kaiserreich unter Führung Preußens gegründet. Die älteste Tochter Königin Victorias von Großbritannien, Victoria („Vicky“), war seit 1858 mit dem preußischen Kronprinzen Friedrich verheiratet. Nach der Reichsgründung war somit abzusehen, dass Vicky zukünftig irgendwann die Krone einer deutschen Kaiserin tragen würde. Die Aussicht, dass ihre älteste Tochter, zu der Victoria ein nicht spannungsfreies Verhältnis hatte, einen formell höheren Rang als sie selbst erlangen würde, beunruhigte die sehr rang- und standesbewusste Königin. Premierminister Benjamin Disraeli veranlasste aus diesem Grund und aus staatspolitischen Überlegungen zur Aufwertung des Britischen Empire mit dem Royal Titles Act im Jahr 1876 die Erhebung Victorias zur Kaiserin von Indien (Empress of India). Mit dem neuen Titel waren die britischen Kolonialherren bemüht, an die Traditionen des Mogulreichs anzuknüpfen. Der letzte Mogulherrscher hatte sich während des Aufstandes als Badishah-e-Hind, als „Großkönig von Indien“ titulieren lassen. Von der liberalen Opposition wurde Disraeli angegriffen und ihm wurde der Vorwurf gemacht, an die Tradition einer orientalischen Despotie anzuknüpfen bzw. sich die russische Autokratie zum Vorbild zu nehmen.

## Durbars von Delhi

### Durbar 1877
Die Erhebung Victorias zur Kaiserin wurde ab dem 1. Januar 1877 in Britisch-Indien mit einem mehrere Tage umspannenden festlichen Akt nicht in der damaligen Hauptstadt Kalkutta, sondern in der alten Mogulhauptstadt Delhi begangen. Das Ereignis erhielt in Anknüpfung an frühere Mogul-Gepflogenheiten den Namen Durbar (persisch دربار darbār, ‚Hoftag, Hof-Versammlung‘). Victoria selbst war nicht anwesend und hat Indien zeitlebens auch nie betreten. Sie wurde durch Lord Lytton, den Vizekönig von Indien, vertreten. Zu dem Ereignis waren die Herrscher aller indischen Fürstenstaaten, die in einem persönlichen Treueverhältnis zur britischen Krone standen, geladen, um der Kaiserin in absentiam zu huldigen. Der Durbar fand in einer malerischen Atmosphäre orientalischer Prunkentfaltung statt. Der Vizekönig verlas die Erklärung, die Victoria nach dem niedergeschlagenen indischen Aufstand am 1. November 1858 an ihre indischen Untertanen gerichtet hatte und in der sie eine Amnestie für die Aufständischen sowie das Versprechen, nicht zwangsweise das Christentum in Indien einzuführen, abgegeben hatte. Danach nahm der Vizekönig, unter einem Baldachin vor einem großen Porträt Victorias sitzend, die Huldigungen und Geschenke der indischen Fürsten entgegen. Es folgte eine Truppenparade. Die spektakuläre Prachtentfaltung fand statt, während eine Hungersnot 1876–1877 in Indien herrschte.
Auch im fernen Britannien hatte der neue orientalische Titel Auswirkungen. In Osborne House, dem Sommerhaus der königlichen Familie auf der Isle of Wight, wurde ein prachtvoller Durbar Room im indischen Stil eingerichtet. Abdul Karim wurde als The Munshi, d. h. der indische Diener Victorias bekannt.

### Durbar 1903

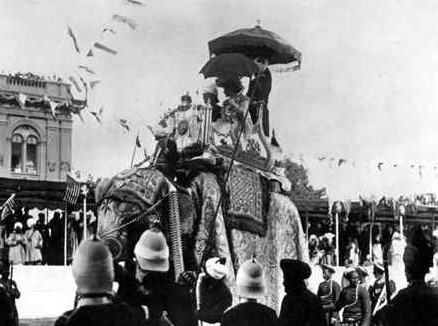
Eintreffen des Vizekönigs Lord Curzon mit Lady Curzon zum Durbar in Delhi 1903

Im Jahr 1901 verstarb Victoria nach gut 63-jähriger Regierungszeit. Ihr Nachfolger wurde ihr ältester Sohn, der als Eduard VII. von 1901 bis 1910 regierte. Eduard kannte Indien aus eigener Anschauung, da er 1875–1876 das Land auf einer 17 Wochen umfassenden Tour bereist hatte. An den Feierlichkeiten des Durbar 1877 hatte er jedoch nicht teilgenommen. Auch die Proklamation Edwards zum Kaiser von Indien fand in seiner Abwesenheit statt. An seiner Stelle nahm der Vizekönig Lord Curzon die Huldigungen der indischen Maharajas und Fürsten entgegen. Der Aufwand und die Prunkentfaltung waren weit größer als im Jahr 1877. Öffentliche Empfänge von Würdenträgern nahm der Vizekönig im Roten Fort, der alten Mogul-Residenz in Delhi, die eigens dafür mit elektrischem Licht ausgestattet worden war, entgegen. Am vorangegangenen Durbar nahmen 63 Maharajas teil, 1903 waren es schon 100. Hatte der Durbar 1877 noch in einer Art (pseudo-)mittelalterlich-orientalischen Aufmachung stattgefunden, bemühte sich Lord Curzon um mehr Modernität. Parallel zum Durbar fand eine große Ausstellung statt, in der Erzeugnisse indischer Handwerkskunst zu sehen waren.

### Durbar 1911

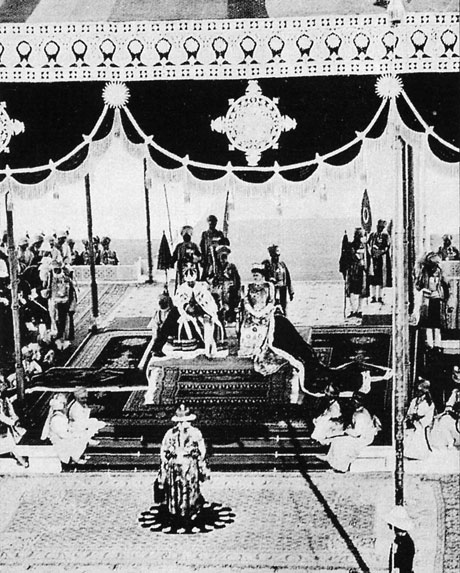
König Georg V. und Königin Mary beim Delhi Durbar 1911

Nach dem Tod Eduards VII. 1910 bestieg dessen Sohn als Georg V. den britischen Thron. Im Unterschied zu seinen Vorgängern entschloss sich der neue König, an den Krönungsfeierlichkeiten in Indien, die für das Jahr 1911 angesetzt waren, zusammen mit seiner Frau persönlich teilzunehmen. Dadurch wollte er die Verbundenheit Indiens mit dem Empire stärken. In den vorangegangenen Jahrzehnten hatte es erste Zeichen einer Autonomiebewegung in Indien gegeben. 1885 war der Indische Nationalkongress gegründet worden, der nach und nach eine immer prominentere Rolle bei den Forderungen nach größerer Selbstverwaltung Britisch-Indiens einnahm. Im Jahr 1905 hatte die britische Kolonialverwaltung die Provinz Bengalen in einen östlichen, ganz überwiegend muslimischen, und einen westlichen, mehrheitlich von Hindus bewohnten Teil geteilt. Diese Teilung Bengalens rief Proteste vor allem von Seiten der Hindus hervor, die mutmaßten, dass die Briten dadurch einen Keil zwischen Hindus und Muslime, nach der Maxime divide et impera treiben wollten. Der Indische Nationalkongress rief die Swadeshi-Bewegung aus (Swadeshi: „Selbstgenügsamkeit“) und forderte zum Boykott britischer Waren sowie zum Kauf und zur Förderung einheimischer indischer Wirtschaftsgüter auf. Aufgrund der anhaltenden Proteste musste die Teilung Bengalens im Jahr 1911 wieder rückgängig gemacht werden. Stattdessen folgte 1912 eine neue Aufteilung Bengalens, diesmal nicht entlang religiöser, sondern weitgehend entlang ethnisch-sprachlicher Trennlinien und die Provinzen Bihar and Orissa und Assam wurden neu gebildet. Durch die Wieder-Auflösung der Provinz Ostbengalen fühlten sich viele Muslime, die eine Provinz mit deutlicher Muslim-Dominanz begrüßt hatten, brüskiert.
1911 traf Georg V. mit seiner Frau in Bombay ein und reiste mit großem Gefolge und großer Eskorte nach Delhi, wo das Königspaar seine Residenz im Roten Fort nahm. Begleitet wurden sie vom Vizekönig Lord Hardinge. Auf dem Balkon des Forts nahm das Königspaar die Huldigungen vorbeidefilierender Zehntausender indischer Untertanen entgegen. Nördlich von Delhi bildete sich eine ausgedehnte Zeltstadt, in der die indischen Fürsten, zum Teil mit großem Gefolge Residenz nahmen. Die offiziellen Feierlichkeiten fanden vom 7. bis 16. Dezember 1911 statt. Am 8. und 9. Dezember fanden Huldigungen durch indische Fürsten statt, am Sonntag, dem 10. Dezember folgte ein Gottesdienst und am 11. Dezember eine Militärparade (presentation of colours). Der eigentliche Durbar, d. h. die Kaiserproklamation auf Englisch und Urdu, fand am 12. Dezember vor etwa 50.000 Zuschauern statt. In der Proklamation kündigte der Monarch die Verlegung der Hauptstadt Britisch-Indiens von Kalkutta nach Delhi an. Am 13. Dezember folgte ein neues Defileé indischer Truppen und abends gab das Monarchenpaar eine Gartenparty. Am 14. folgte eine neuerliche Truppenparade und die offizielle Amtsbelehnung verschiedener hoher Beamter der Kolonialverwaltung durch den Monarchen. Am 15. Dezember fand eine Inspektion von Polizeieinheiten statt und am 16. Dezember reisten Georg und Mary wieder ab. Die Ereignisse wurden ausgiebig in Film und Fotografie festgehalten.

## Weitere Entwicklung

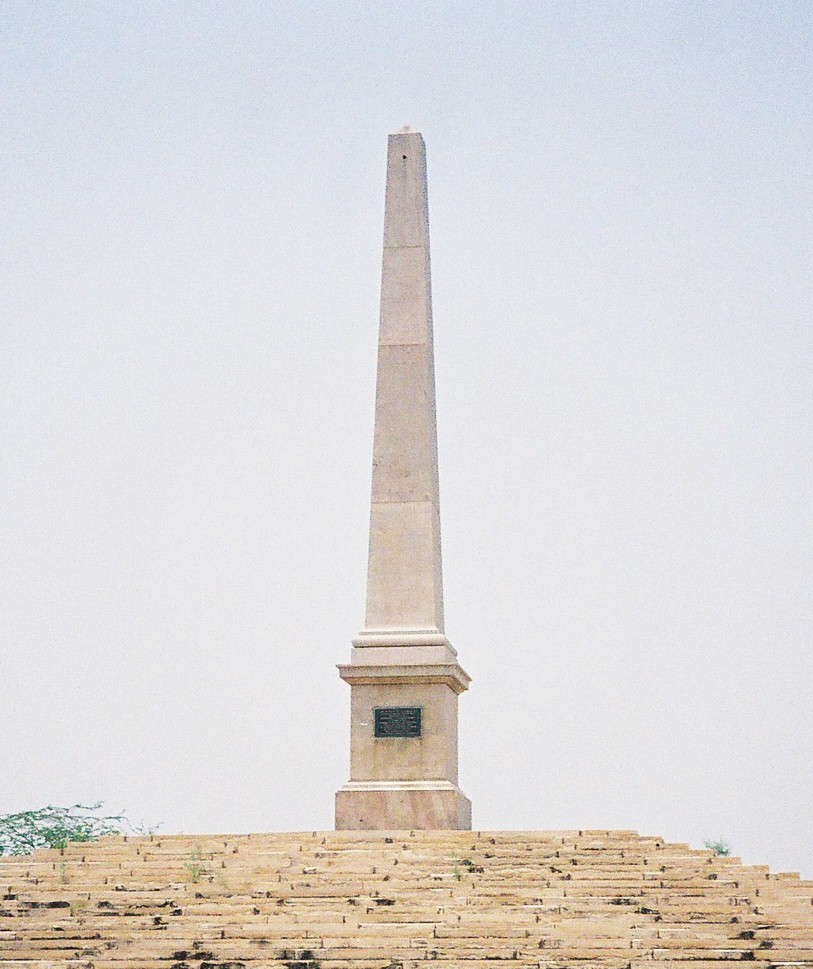
Obelisk im Coronation Park in Delhi, an der Stelle, an der Georg 1911 die Verlegung der Hauptstadt von Kalkutta nach Delhi ankündigte

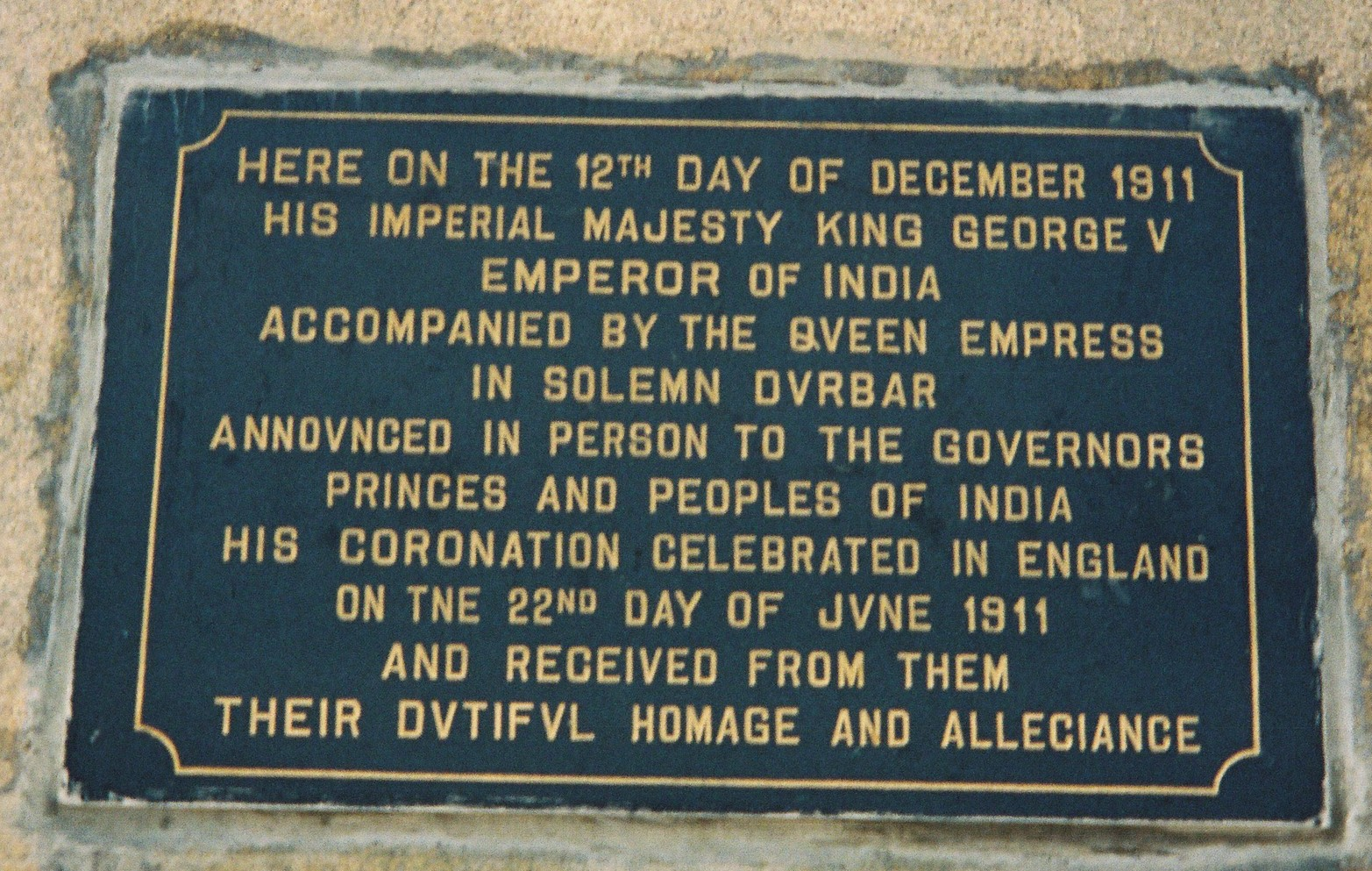
Gedächtnistafel im Coronation Park in Delhi

Das folgenreichste Ereignis des Durbars 1911 war die Proklamation Georgs V., dass die künftige Hauptstadt Indiens nicht mehr Kalkutta, sondern Delhi sein sollte. Die Proklamation kam unangekündigt und überraschend und war vermutlich als Konzession gegenüber den Muslimen gedacht. Kalkutta galt den Briten zunehmend als Zentrum der indischen Opposition gegen die Kolonialherrschaft, während die Muslime sich weniger als die Hindus gegen die Kolonialherren aufzulehnen schienen. Noch in Anwesenheit Georgs wurde 1911 der Grundstein für die neu zu errichtende Residenz des Vizekönigs gelegt. In den folgenden Jahren wuchs eine Plan-Hauptstadt Neu-Delhi aus dem Boden. Die begonnenen Bauarbeiten wurden weitgehend durch den Ersten Weltkrieg 1914–1918 unterbrochen und danach wieder aufgenommen. Am 13. Februar 1931 wurde die neue Hauptstadt offiziell durch den damaligen Vizekönig Lord Irwin eingeweiht.
Als Georg V. im Jahr 1936 starb, wurde zunächst Eduard VIII. sein Thronfolger, der aber kurze Zeit später in Folge der Affäre um Wallis Simpson abdankte und dem Georg VI. auf dem Thron folgte. Anfänglich war ein Durbar und Indien-Besuch des neuen Königs angedacht worden, jedoch wurden diese Pläne fallen gelassen, nachdem der Indische Nationalkongress, der inzwischen unter der Führung von Mahatma Gandhi zu einer mächtigen Oppositionsbewegung herangewachsen war, zum Boykott einer solchen Veranstaltung aufgerufen hatte. Auch im Vereinigten Königreich selbst gab es Kritik, eine so kostspielige Veranstaltung in einem so armen Land abzuhalten. Georg VI. erklärte:

“I am looking forward with interest and pleasure to the time when it will be possible for Me to visit My Indian Empire.”

„Erwartungsvoll mit Interesse und Freude sehe ich dem Zeitpunkt entgegen, zu dem es mir vergönnt sein wird, mein indisches Reich zu besuchen.“

Dazu kam es jedoch aufgrund des Zweiten Weltkriegs nicht mehr. 1947 wurden Indien und Pakistan in die Unabhängigkeit entlassen und Indien erklärte sich 1950 zur Republik.